# Selmer (Tennessee)
Selmer és una població dels Estats Units a l'estat de Tennessee. Segons el cens del 2000 tenia 4.541 habitants.

## Demografia
Segons el cens del 2000, Selmer tenia 4.541 habitants, 1.935 habitatges, i 1.234 famílies. La densitat de població era de 179,3 habitants/km².
Dels 1.935 habitatges en un 26,7% hi vivien nens de menys de 18 anys, en un 47,7% hi vivien parelles casades, en un 13,1% dones solteres, i en un 36,2% no eren unitats familiars. En el 32,5% dels habitatges hi vivien persones soles el 16,1% de les quals corresponia a persones de 65 anys o més que vivien soles. El nombre mitjà de persones vivint en cada habitatge era de 2,22 i el nombre mitjà de persones que vivien en cada família era de 2,8.
Per edats la població es repartia de la següent manera: un 21,3% tenia menys de 18 anys, un 7,8% entre 18 i 24, un 25,9% entre 25 i 44, un 25,2% de 45 a 60 i un 19,8% 65 anys o més.
L'edat mediana era de 41 anys. Per cada 100 dones de 18 o més anys hi havia 82 homes.
La renda mediana per habitatge era de 28.494 $ i la renda mediana per família de 38.313 $. Els homes tenien una renda mediana de 31.176 $ mentre que les dones 21.989 $. La renda per capita de la població era de 21.350 $. Entorn del 10,9% de les famílies i el 16,6% de la població estaven per davall del llindar de pobresa.

## Poblacions més properes
El següent diagrama mostra les poblacions més properes.